# Nick Benedict
Nick Benedict (* 14. Juli 1946 in Los Angeles, Kalifornien; † 14. Juli 2023 in Arizona), geboren als Nicholas Joseph Sciurba, war ein US-amerikanischer Maler, Musiker und Schauspieler italienischer Abstammung.

## Leben
Benedict war der Sohn des italienisch-US-amerikanischen Schauspielers, Regisseurs und Drehbuchautors Richard Benedict und wuchs in Los Angeles auf. Er hatte zwei Geschwister: einen jüngeren Bruder namens Martin und einen älteren Halbbruder namens Samuel. In seiner Jugend spielte er in der Little League Baseball auf dem Leko Field in North Hollywood. Nach dem Ende seiner Schulzeit und vor dem Beginn seiner Karriere diente er in der United States Navy.
Er heiratete im Jahr 1976 Michelle Dow, die Ehe wurde jedoch noch im selben Jahr annulliert; er soll bereits von 1967 bis 1972 verheiratet gewesen sein. Von 2001 bis zu seinem Tod war er mit Ginger Loli verheiratet. Das Paar lebte in Bear Valley Springs im US-Bundesstaat Kalifornien. Loli-Benedict arbeitete in einem Restaurant in Tehachapi.
Benedict wurde am 2. Juli 2023 für eine Notoperation am Rückenmark in ein Krankenhaus in Arizona eingeliefert. Zwei Tage später wurde er in ein Hospiz verlegt, nachdem er vom Hals abwärts gelähmt war. Er starb an den Komplikationen seiner Operation am 14. Juli 2023 – seinem 77. Geburtstag. Einige Quellen nennen als Sterbeort ein Hospiz in Tehachapi in Kalifornien.

## Karriere
Benedict debütierte 1955 als Kind in der Serie Wiretapper, in der er an der Seite seines Vaters Richard Benedict auftrat. Sein erster Auftritt als Erwachsener war im Alter von 17 Jahren in Mike and the Mermaid. Es folgten kleinere Rollen in Der Chef und Hawaii Fünf-Null in den späten 1960er Jahren. 1969 spielte er in der Fernsehserie Kobra, übernehmen Sie in der Folge The Vault mit.
Seine erste bedeutende Rolle hatte er als Vietnamkriegsveteran Philip Brent in der Seifenoper All My Children, die er von 1973 bis 1978 spielte. Benedict hatte Richard Hatch in dieser Rolle ersetzt. In seinem letzten Jahr in der Serie wurde er für einen Daytime Emmy Award in der Kategorie „Outstanding Actor in a Daytime Drama Series“ nominiert. Daneben spielte er auch in Medical Center und Unter der Sonne Kaliforniens.
Von 1980 bis 1981 spielte er Michael Scott in Schatten der Leidenschaft und von 1982 bis 1983 Ron Washington in Another Life. In der siebten Staffel von Ein Duke kommt selten allein war er als Frank James in Folge Go West, Young Dukes zu sehen. 1985 verkörperte er den Anwalt Michael Fox in der Folge Madness Room in Tales from the Darkside. Außerdem wirkte er in sieben Folgen der Seifenoper California Clan mit.
In einem Interview aus dem Jahr 1993 erzählte Benedict, „[…] dass er Ende der 1980er Jahre, nach dem Tod seines Vaters Richard Benedict eine kurze Pause von der Schauspielerei einlegte“ und während dieser Pause „[…] ein Bauunternehmen leitete und in Nachtclubs mit Musikgruppen auftrat.“
1990 spielte er an der Seite von Nancy Allen in dem Fernsehfilm Tödliche Erinnerung (Memories of Murder). Im selben Jahr trat Benedict in dreißig Folgen von Tribes auf. 1991 hatte er eine kleine Rolle in dem Sportfilm The Pistol: The Birth of a Legend. Zwischen 1993 und 2001 spielte er die wiederkehrende Rolle des Curtis Reed in Zeit der Sehnsucht; er trat in insgesamt 93 Folgen auf. In den 1990er Jahren war er neben seiner Rolle in Days of Our Lives hauptsächlich in Filmen zu sehen, beispielsweise 1996 als Eddie in Angela Mooney Dies Again an der Seite von Mia Farrow und Brendan Gleeson.
Seine letzten AuftrittE vor der Kamera hatte Benedict  in George Santo Pietros Kept im Jahr 2001 und in A Beautiful Friendship.
Im deutschen Sprachraum wurde Benedict unter anderem von Peter Flechtner, Leon Rainer, Knut Reschke und Willi Röbke synchronisiert.

## Filmografie (Auswahl)
- 1955: Wiretapper
- 1964: Mike and the Mermaid
- 1966: Iron Horse (Fernsehserie)
- 1968–1969: Kobra, übernehmen Sie (Fernsehserie)
- 1969: Hawaii Fünf-Null (Fernsehserie)
- 1969–1970: Der Chef (Fernsehserie)
- 1970–1971: The Bold Ones: The Lawyers (Fernsehserie)
- 1971: Dan Oakland (Fernsehserie)
- 1971: Alias Smith und Jones (Fernsehserie)
- 1971: Adam-12 (Fernsehserie)
- 1970–1972: Medical Center (Fernsehserie)
- 1973: Little Cigars
- 1973: Der Sohn des Mandingo (Slaughter's Big Rip-Off)
- 1973: Ozzie’s Girls (Fernsehserie)
- 1978: Frankie & Annette: The Second Time Around (Fernsehfilm)
- 1980: Schatten der Leidenschaft (Fernsehserie)
- 1981: Another Life (Fernsehserie)
- 1984: Ein Colt für alle Fälle (Fernsehserie)
- 1984: Disconnected
- 1983–1984: Ein Duke kommt selten allein (Fernsehserie)
- 1985: Geschichten aus der Schattenwelt (Fernsehserie)
- 1986: Im Keller des Grauens (The Naked Cage)
- 1986: Unter der Sonne Kaliforniens (Fernsehserie)
- 1987: Winternacht (Rachel River)
- 1977–1988: All My Children (Fernsehserie)
- 1990: An American Summer
- 1990: Tribes (Fernsehserie)
- 1990: Tödliche Erinnerung (Memories of Murder; Fernsehfilm)
- 1990: California Clan (Fernsehserie)
- 1991: Sie nannten ihn Panther (The Pistol: The Birth of a Legend)
- 1994: Great Harry and Jane (Kurzfilm)
- 1995: East Meets West
- 1996: Beach House
- 1996: Devil’s Food – Eine wirklich teuflische Diät (Devil’s Food; Fernsehfilm)
- 1996: Juicehead (Kurzfilm)
- 1996: Angela Mooney (Angela Mooney Dies Again)
- 1997: Obsession
- 1997: Ein Kerl für Courtney (Courting Courtney)
- 1998: Route 66
- 1998: Get a Job
- 2000: Perfect Fit
- 2000: Mars and Beyond (Kurzfilm)
- 2000: Entourage
- 2001: Kept
- 1993–2001: Zeit der Sehnsucht (Fernsehserie)
- 2011: A Beautiful Friendship (Video)